# Achiel Brijs
Achiel Brijs (Aalst, 29 september 1879 - Den Haag, 26 augustus 1949) was een activist en lid van de Raad van Vlaanderen.

## Levensloop
Brijs doorliep de humaniora aan het koninklijk atheneum in Gent en werd leraar in Aalst. Na enkele jaren werd hij handelaar. Hij werd actief in het Algemeen Nederlands Verbond en was medestichter van het Nationaal Verbond van Vrijzinnige Mutualiteiten.
Tijdens de Eerste Wereldoorlog koos hij voor het activisme en sloot zich aan bij de radicale groep Jong-Vlaanderen, waarvan hij de Brusselse afdeling leidde. In februari 1917 behoorde hij tot de stichtende leden van de Raad van Vlaanderen en in maart werd hij er secretaris van.
Hij propageerde het idee van een onafhankelijk koninkrijk Vlaanderen. Samen met Jan Domela Nieuwenhuis Nyegaard, Leo Meert en Emiel ver Hees, doorkruiste hij in april 1918 Duitsland om het programma van Jong-Vlaanderen te gaan voorstellen.
In november 1918 vluchtte hij naar Nederland, terwijl hij in België bij verstek werd ter dood veroordeeld. Hij bleef in Nederland door lezingen propaganda maken voor zijn visie op de Vlaamse zaak. Hij vond een bezoldigde activiteit in Den Haag, waar hij overleed.